# مالكوم برينر
مالكوم برينر (بالإنجليزية: Malcolm Brenner)‏ هو عالم مناعة بريطاني، ولد في 4 أغسطس 1951.